# 西武秩父线
西武秩父線（日语：／ Seibu-chichibu sen */?）是一條連結日本埼玉縣飯能市吾野站與同縣秩父市西武秩父站，屬於西武鐵道的鐵路線。路線名稱包括「西武」二字。車站編號使用的路線記號為SI。

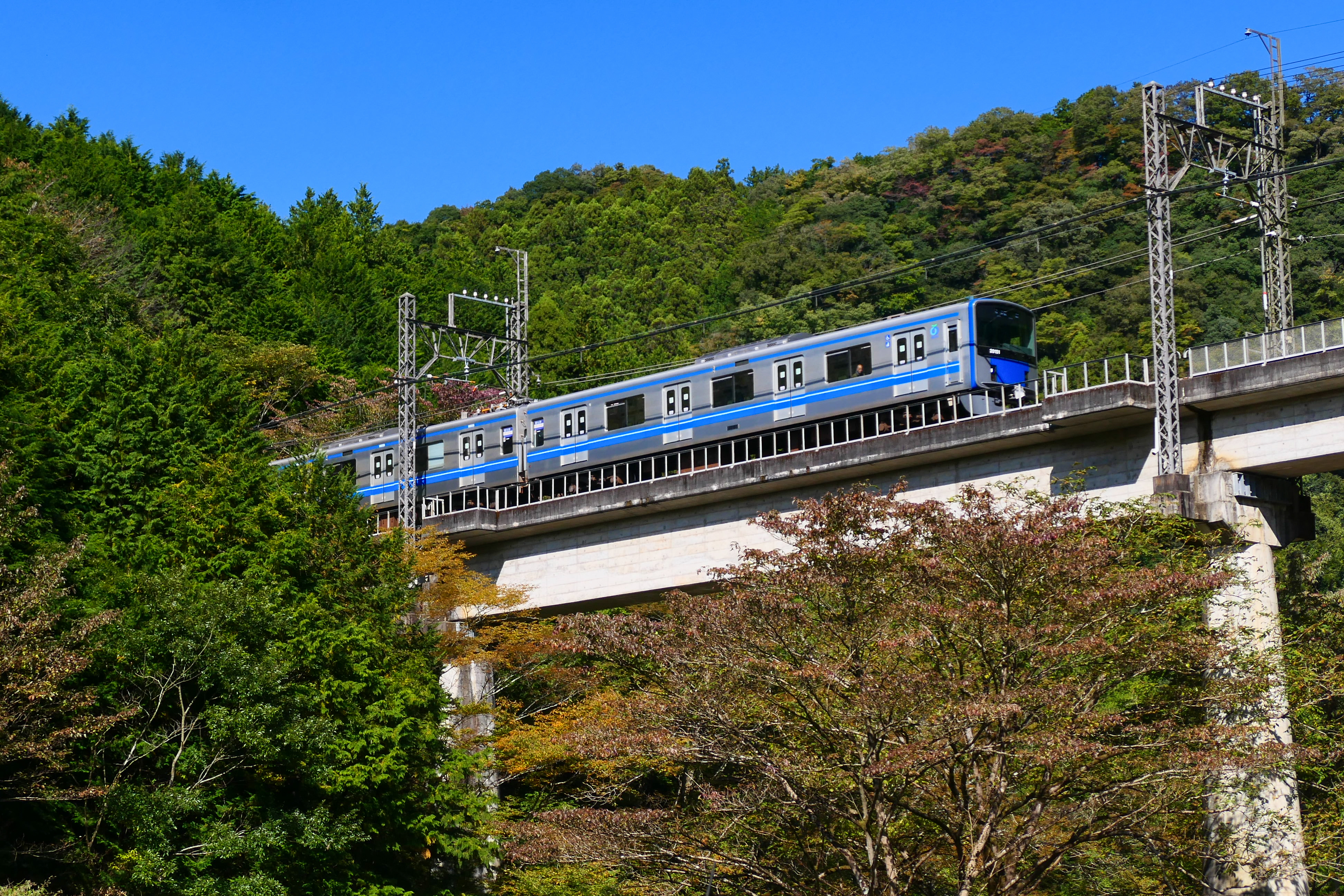
西吾野站至吾野站間的20000型電聯車 (2022年10月)

## 路线資料
- 路線距離（營業距離）：19.0公里
- 軌距：1067毫米
- 站數：6個（包括起終點站）
- 複線路段：沒有（全線單線）
- 電氣化路段：全線（直流1500V高架電纜）
- 橋樑：合計35條（1960.26米）
  - 橋樑：21條（1,565.51米）
  - 高架橋：1條（307.73米）
  - 架道橋：13條（87.02米）
- 隧道：合計16條（7,749.78米）
  - 正丸隧道（日语：正丸トンネル）（4,811.42米）
  - 其他15條（2,938.36米）
    - 芳延隧道、猪狩隧道、三社隧道、
山崎隧道、北川第一隧道、北川第二隧道、
北川第三隧道、北川第四隧道、南川隧道、
蘆久保第一隧道、蘆久保第二隧道、蘆久保第三隧道、
川地隧道、橫瀨隧道、羊山隧道。

## 車站列表
- 所有車站均位於埼玉縣。停車站參見「池袋線 (西武鐵道)#車站列表」。
- 軌道為全線單線，所有車站均可列車交會。
- 車站編號至2013年3月為止依次引入。吾野站以東接續池袋線的編號。[2]

範例
停車站 … ●：停車、▲：臨時停車（特定日子、只限特定列車停車）、｜：通過
各站停車、急行、快速急行除信號場外停靠所有車站，因此省略
| 車站編號 | 中文站名       | 日文站名 | 英文站名 | 站間距離 | 營業距離 | 特急 秩父號 | 接續路線                                                                  | 所在地        |
| -------- | -------------- | -------- | -------- | -------- | -------- | ----------- | ------------------------------------------------------------------------- | ------------- |
| SI31     | 吾野           |          |          | -        | 0.0      | ｜          | 西武鐵道： 池袋線（飯能方向直通運行）                                     | 飯能市        |
| SI32     | 西吾野         |          |          | 3.6      | 3.6      | ｜          |                                                                           | 飯能市        |
| SI33     | 正丸           |          |          | 2.7      | 6.3      | ｜          |                                                                           | 飯能市        |
|          | 正丸隧道信號場 |          | /        | -        | 9.0      | ｜          |                                                                           | 秩父郡 橫瀨町 |
| SI34     | 蘆之久保       |          |          | 6.1      | 12.4     | ▲           |                                                                           | 秩父郡 橫瀨町 |
| SI35     | 橫瀨           |          |          | 4.0      | 16.4     | ●           | 秩父鐵道：秩父本線（長瀞方向直通運行）                                    | 秩父郡 橫瀨町 |
| SI36     | 西武秩父       |          |          | 2.6      | 19.0     | ●           | 秩父鐵道：秩父本線（三峰口方向直通運行）、秩父本線（御花畑）（※徒步連絡） | 秩父市        |